# Valle de Lluta

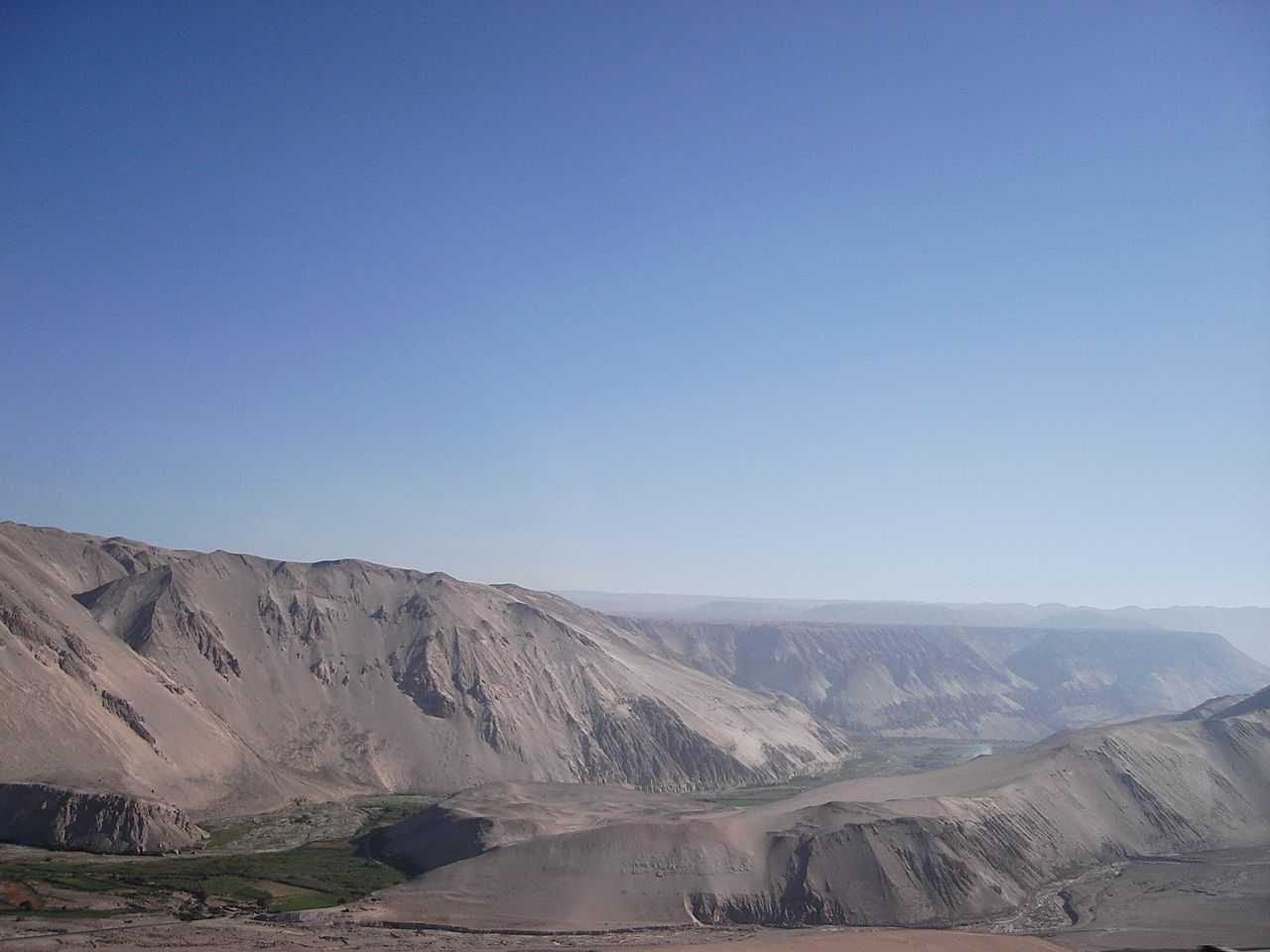
Valle del Lluta.

El valle de Lluta   es un valle,es un  deriva del río del mismo nombre, que lleva sus aguas desde la cordillera hasta el mar durante todo el año. Se encuentra en la Región de Arica y Parinacota, en el extremo norte de Chile. La atraviesa la ruta 11-CH, carretera que conecta las comunas de Putre y General Lagos en el altiplano. También está situado en la carretera internacional hacia Bolivia.
Es una salida natural del altiplano andino chileno al mar. Destaca la presencia de geoglifos como los de La Rana, El Águila y El Gigante, que comprenden 12 paneles discontinuos con representación de figuras humanas, animales y signos abstractos, datados hacia el año 100 d. C.. Otros yacimientos arqueológicos presentes en el valle son los petroglifos de Rosario y la aldea preincaica de Rosario, formada por un área residencial y 3 cementerios. Los petroglifos, con figuras antropomorfas y zoomorfas, forman bloques de piedra hacia el poniente. Más al oriente se encuentra la aldea inca Molle Pampa, con varios recintos habitacionales y un área de tumbas.
En la economía del valle sobresalen las plantaciones experimentales de jojoba, que son diferentes a las del valle de Azapa, pues aquí las aguas son más salobres. En este valle se producen diferentes vegetales, siendo el más destacado el choclo, por su agradable y exquisito sabor que forma parte de la gastronomía étnica de la región. Su principal núcleo poblacional es la localidad de Poconchile, además de otros pequeños caseríos.

## Etimología
El nombre "Lluta" es de origen aymara y quechua. Provendría del término "Llust´a", que significaría resbaloso o fangoso.

## Atractivos turísticos
Colcas de Huaylacan
Ubicado en el km. 5, del valle. Son depósitos subterráneos con paredes de piedras para conservar los alimentos en la época prehispánica. Construidas en la ladera de los cerros y al costado del río Lluta.
Petroglifos de Rosario
Ubicados en el km. 17. Diseños simbólicos grabados en rocas, donde se pueden ver figuras antropomorfas y zoomorfas.
Geoglifos
Poseen un alto valor arqueológico. Se pueden observar en la cima de los cerros hacia el costado derecho de la carretera. Los más destacados son: La Rana ubicado en el km. 31/2, El Águila en el km.51/2 y los Gigantes de Lluta en el km. 101/2.
Pueblo de Poconchile
Pueblo desde la época prehispánica, uno de los poblados más habitados del valle. Todos los años en el mes de agosto se realiza el Festival del Choclo.
Aldea Ecológica Eco Trully
Ubicada en el km. 29 del valle. Allí se puede disfrutar de un momento de conexión con el interior personal y con la naturaleza, además de degustar exquisitos platos vegetarianos.
La Quebrada de Cardones
Ubicada en el km. 65 de Arica. Conocida como el reino de los Cactus Candeladros. Su importancia radica en que los cactus se encuentras únicamente en este lugar del país, un verdadero tesoro natural.